# Chandrenahalli, Davanagere
Chandrenahalli là một làng thuộc tehsil Davanagere, huyện Davanagere, bang Karnataka, Ấn Độ.